# G. William Domhoff
George William (Bill) Domhoff né le 6 août 1936 est un psychologue, sociologue et essayiste américain.

## Théories
Il a prétendu que le Bohemian Club faisait partie d'une culture de cohésion de la classe sociale dominante américaine.

## Œuvres
- Who Rules America? (1st ed. 1967, most recent edition 2009)
- Finding Meaning in Dreams (1996)
- The Scientific Study of Dreams (2003).
- Bohemian Grove and Other Retreats: A Study in Ruling-Class Cohesiveness, éditeur : Harpercollins College Div (1er juin 1975)  (ISBN 0-0613-1880-9)